# خواهران سونگ (فیلم)
خواهران سونگ (انگلیسی: The Soong Sisters) فیلمی در ژانر زندگینامه‌ای است که در سال ۱۹۹۷ منتشر شد. از بازیگران آن می‌توان به مگی چونگ، میشل یئو، ویویان وو، جیانگ ون و وینستون چائو اشاره کرد. بر اساس زندگی خواهران سونگ و وقایع بین سال ۱۹۱۱ تا سال ۱۹۴۹ ساخته شده‌است.